# Pompă cu pistoanele în linie

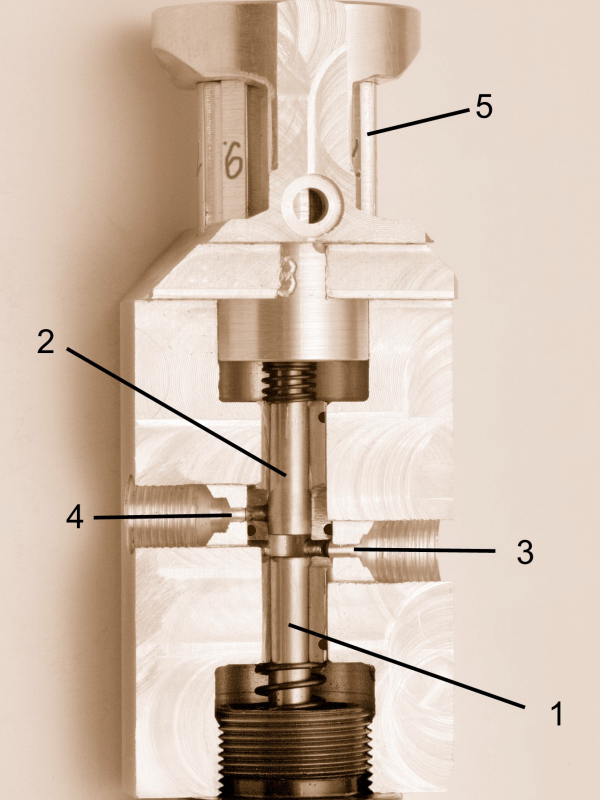
Pompa cu pistoanele în linie

Pompa cu pistoanele în linie (engleză Inline Pump) este o formă construcțională aparte a pompei cu piston, care se caracterizează prin faptul că are două pistoane în aceeași bucșă. 

## Descriere
Pompa e compusă din (cifrele din paranteză corespund celor din imagine):
- piston de lucru (1)
- orificiu de admisie (3)
- orificiu de evacuare (4)
- piston de reglaj (2)
- reglor (5)
- diferite accesorii.

Admisia (3) și evacuarea (4) se fac perpendicular, în puncte diferite, pe axa de translație. Mărimea maximă a camerei de compresie (debitul maxim) este dată constucțional de distanța, pe axa de translație, dintre orificiul de admisie și cel de evacuare. 
Reglajul foarte precis al debitului se face prin deplasarea pistonului de reglaj (2) în camera de compresie cu ajutorul reglorului (5). Datorită golirii totale a camerei de compresie și lipsa supapelor se elimină pseudopomarea complet, ceea ce duce la îmbunătățirea transportului mediilor de tipul vaselinelor cu încorporări fine de aer.

## Domenii de folosință
- Dozatoare volumetrice foarte precise pentru volume mici și foarte mici de lichide și lubrefianți.